# Geraldine Fitzgerald
Geraldine Fitzgerald (Greystones, 24 de novembro de 1913 - Nova Iorque, 17 de julho de 2005) foi uma atriz irlandesa. Ela foi indicada ao Oscar por sua atuação no filme O Morro dos Ventos Uivantes e em 1982 ela foi indicada ao Tony Awards, por dirigir uma peça do autor Bill C. Davies. Sua participação especial na série de televisão Supergatas lhe trouxe uma indicação ao Emmy em 1988.

## Biografia
Geraldine Fitzgerald nasceu em Greystones, uma cidade do Condado de Wicklow na Irlanda. Ela foi indicada para o Oscar de Melhor Atriz Coadjuvante, por sua atuação em O Morro dos Ventos Uivantes, ao lado de Laurence Olivier, mas sua carreira no cinema foi prejudicada por constantes batalhas com os chefes dos estúdios. O teatro lhe proporcionou um notável renascimento.
Após uma estréia no teatro em Dublin, sua cidade natal, quando ainda era adolescente, Geraldine viria a conhecer Orson Welles, que lhe proporcionaria em 1938 a estréia nos palcos norte-americanos através da companhia Mercury Theatre, com a peça Heartbreak House. 
Impressionado com sua atuação, o produtor Hal Wallis assegurou-lhe em 1939 um contrato de sete anos com os estúdios da Warner Bros.
O seu filme norte-americano de estréia foi Vitória Amarga. Ao longo dos anos 1940, experimentou várias batalhas com o chefe do estúdio, Jack Warner, por causa dos papéis que lhe eram atribuídos, que motivaram longos períodos de suspensão. Uma possível consequência dessa rebelião poderá ser o fato de nunca ter alcançado o estrelato para a qual os seus dois primeiros filmes pareciam apontar, como sucedeu com a sua compatriota Maureen O'Hara.

## Filmografia
| Ano  | Título                            | Papel                        | Nota(s)                                   |
| ---- | --------------------------------- | ---------------------------- | ----------------------------------------- |
| 1934 | Blind Justice                     | Peggy Summers                |                                           |
| 1934 | Open All Night                    | Jill                         |                                           |
| 1935 | The Lad                           | Joan Fandon                  |                                           |
| 1935 | Three Witnesses                   | Diana Morton                 |                                           |
| 1935 | Department Store                  | Jane Grey                    |                                           |
| 1935 | The Ace of Spades                 | Evelyn Daventry              |                                           |
| 1935 | Turn of the Tide                  | Ruth Fosdyck                 |                                           |
| 1935 | Lieutenant Daring R.N.            | Joan Fayre                   |                                           |
| 1936 | Debt of Honour                    | Peggy Mayhew                 |                                           |
| 1936 | Cafe Mascot                       | Moira O'Flynn                |                                           |
| 1936 | The Mill on the Floss             | Maggie Tulliver              |                                           |
| 1939 | Wuthering Heights                 | Isabella                     | Indicada-Óscar de melhor atriz secundária |
| 1939 | Dark Victory                      | Ann King                     |                                           |
| 1939 | A Child Is Born                   | Grace Sutton                 |                                           |
| 1940 | Til We Meet Again                 | Bonny Coburn                 |                                           |
| 1941 | Flight from Destiny               | Betty Farroway               |                                           |
| 1941 | Shining Victory                   | Dr. Mary Murray              |                                           |
| 1942 | The Gay Sisters                   | Evelyn Gaylord               |                                           |
| 1943 | Watch on the Rhine                | Marthe de Brancovis          |                                           |
| 1944 | Ladies Courageous                 | Virgie Alford                |                                           |
| 1944 | Wilson                            | Edith Bolling Galt           |                                           |
| 1945 | The Strange Affair of Uncle Harry | Lettie Quincey               |                                           |
| 1946 | Three Strangers                   | Crystal Shackleford          |                                           |
| 1946 | O.S.S.                            | Ellen Rogers / Elaine Duprez |                                           |
| 1946 | Nobody Lives Forever              | Gladys Halvorsen             |                                           |
| 1948 | So Evil My Love                   | Susan Courtney               |                                           |
| 1951 | The Late Edwina Black             | Elizabeth                    |                                           |
| 1958 | Ten North Frederick               | Edith Chapin                 |                                           |
| 1961 | The Fiercest Heart                | Tante Maria                  |                                           |
| 1964 | The Pawnbroker                    | Marilyn Birchfield           |                                           |
| 1968 | Rachel, Rachel                    | Rev. Wood                    |                                           |
| 1973 | The Last American Hero            | Mrs. Jackson                 |                                           |
| 1974 | Harry and Tonto                   | Jessie                       |                                           |
| 1976 | Echoes of a Summer                | Sara                         |                                           |
| 1976 | Diary of the Dead                 | Maud Kennaway                |                                           |
| 1977 | The Mango Tree                    | Grandma Carr                 |                                           |
| 1978 | Bye Bye Monkey                    | Mrs. Toland                  |                                           |
| 1981 | Arthur                            | Martha Bach                  |                                           |
| 1981 | Lovespell                         | Bronwyn                      |                                           |
| 1982 | Blood Link                        | Mrs. Thomason                |                                           |
| 1983 | Easy Money                        | Mrs. Monahan                 |                                           |
| 1986 | Poltergeist II: The Other Side    | Gramma-Jess                  |                                           |
| 1988 | Arthur 2: On the Rocks            | Martha Bach                  |                                           |

## Prêmios e indicações
| Ano  | Prêmio                         | Categoria                                           | Indicação                                  | Resultado |
| ---- | ------------------------------ | --------------------------------------------------- | ------------------------------------------ | --------- |
| 1939 | National Board of Review Award | Melhor Atuação                                      | Dark Victory / O morro dos ventos uivantes | Venceu    |
| 1940 | Oscar                          | Melhor Atriz Coadjuvante                            | O morro dos ventos uivantes                | Indicado  |
| 1978 | AFI Award                      | Melhor Atriz                                        | The Mango Tree                             | Indicado  |
| 1979 | Daytime Emmy Awards            | Melhor Desempenho Individual - Programação Infantil | NBC Special Treat                          | Venceu    |
| 1988 | Primetime Emmy Awards          | Melhor Atriz Convidada - Série Comédia              | The Golden Girls                           | Indicado  |